# باید به همه چیز شک کرد
باید به همه چیز شک کرد (لاتین: De omnibus dubitandum est) کتابی نوشته سورن کی‌یرکگور است که پس از مرگ او منتشر شد. این کتاب پیامدهای وجودی فرض شک دکارتی، روش فلسفه مدرن، تا آخرین پیامدهای آن را به تصویر می‌کشد. مضامینی که در این کتاب به تصویر کشیده شده است در کتاب‌های بعدی کی‌یرکگور با نام‌های پس‌نوشته‌های فلسفی و پایان‌نامه غیرعلمی پس‌نوشته‌های فلسفی با استفاده از نام مستعار یوهانس کلیماکوس دنبال می‌شود.